# Kontrabasista

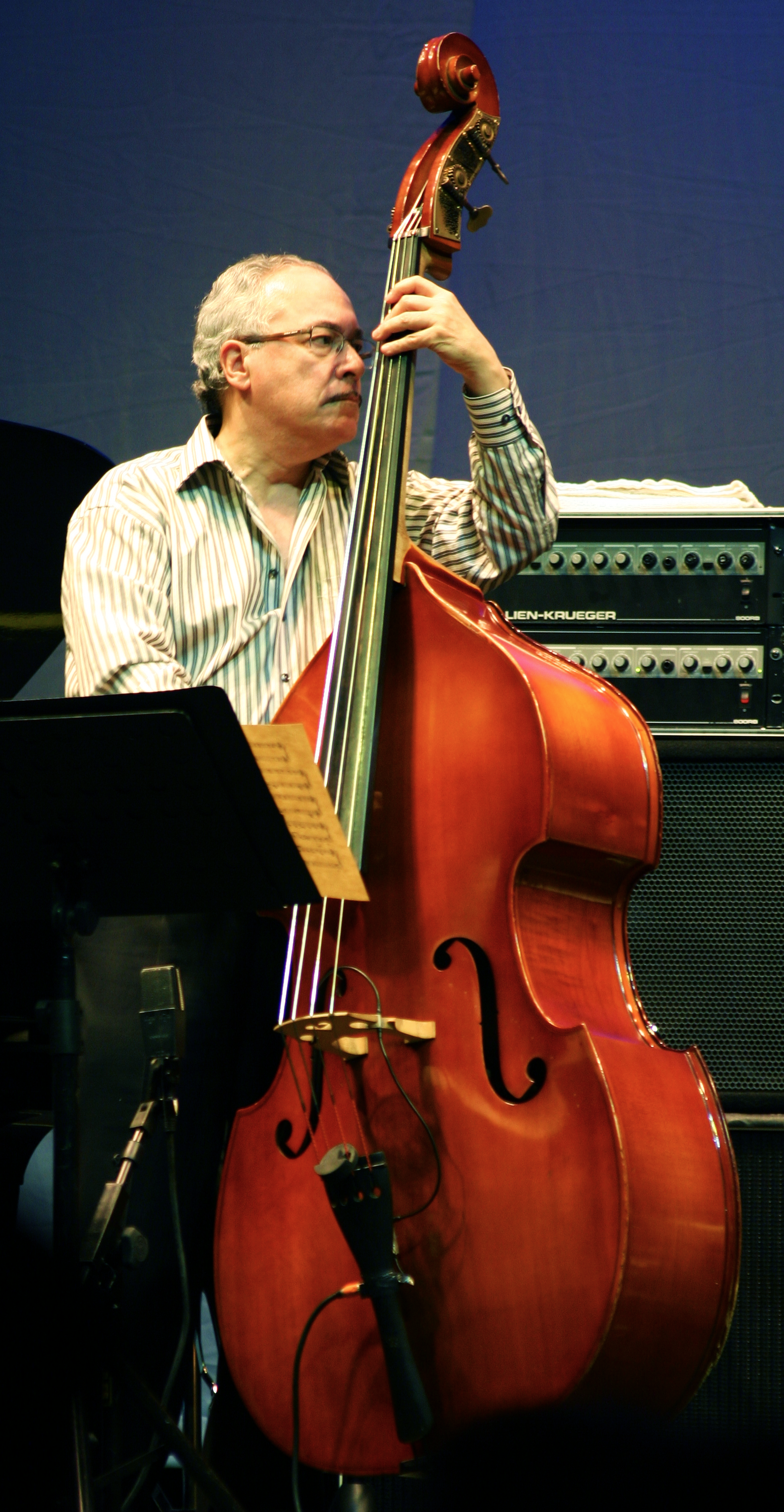
Kontrabasista (Eddie Gómez)

Kontrabasista – muzyk grający na kontrabasie.
Zawodowi kontrabasiści posiadają międzynarodowe stowarzyszenie z siedzibą główną w USA, które służy do propagowania gry na tym instrumencie poprzez organizowanie koncertów, kursów mistrzowskich itp. Polski oddział tej instytucji działa we Wrocławiu.
Niemiecki autor Patrick Süskind w swojej sztuce pod tytułem „Kontrabasista” przedstawił rozterki i problemy dnia codziennego kontrabasisty orkiestrowego. W Polsce w sztuce tej wystąpił Jerzy Stuhr.